# Barbarroja (historieta)
Barbarroja (titulada originalmente Le démon des Caraïbes) es una serie de cómics creada por Jean-Michel Charlier (texto) y Victor Hubinon (dibujo) para el primer número de la revista Pilote en 1959. Relata las aventuras del pirata ficticio Barbarroja.

## Volúmenes
| Título                                                             | Publicación original     | 1ª publicación en álbum | 1ª publicación en España |
| ------------------------------------------------------------------ | ------------------------ | ----------------------- | ------------------------ |
| Le démon des Caraïbes (El Demonio del Caribe)                      | "Pilote" # 1-40, 1959    | T1, Francia: 1961       | 1968                     |
| Le roi des sept mers (El Rey de los Siete Mares)                   | "Pilote" # 42-90, 1960   | T2, Francia: 1962       | 1968                     |
| Le capitaine sans nom (El capitán sin nombre)                      | "Pilote" # 92-114, 1961  | T3, Francia: 1962       | 1968                     |
| Défi au Roy (Jaque al rey)                                         | "Pilote" # 115-143, 1962 | T4, Francia: 1965       | 1968                     |
| Le fils de Barbe-Rouge (El capitán sin nombre)                     | "Pilote" # 148-171, 1962 | T3, Francia: 1963       | 1968                     |
| Le vaisseau fantôme (El Barco Fantasma)                            | "Pilote" # 172-194, 1963 | T6, Francia: 1966       | 1969                     |
| L'île de l'homme mort (La Isla del Hombre Muerto)                  | "Pilote" # 195-219, 1963 | T7, Francia: 1967       | 1969                     |
| La fin du "Faucon Noir" (El fin del "Halcón Negro")                | "Pilote" # 220-265 1964  | T9, Francia: 1969       | 2014                     |
| Mort ou vif (Vivo o muerto)                                        | "Pilote" # 266-288, 1964 | T10, Francia: 1970      | 1970                     |
| Le piège espagnol (La trampa de los españoles)                     |                          | T8, Francia: 1968       | 1969                     |
| Les révoltés de l'Océane (El hijo de Barbarroja")                  |                          | T5, Francia: 1965       | 1969                     |
| Le trésor de Barbe-Rouge (El tesoro de Barbarroja)                 |                          | T11, Francia: 1971      | 1970                     |
| La mission secrète de l'épervier (La misión secreta del Gavilán)   |                          | T12, Francia: 1971      | 2014                     |
| Barbe-Rouge à la Rescousse (Barbarroja al rescate)                 |                          | T13, Francia: 1972      | 2014                     |
| Le pirate sans visage (El pirata sin rostro)                       |                          | T14, Francia: 1972      | 2014                     |
| Khaïr le More (Sus a los berberiscos)                              |                          | T15, Francia: 1973      | 2015                     |
| La captive des Mores (La cautiva)                                  |                          | T16, Francia: 1973      | 2015                     |
| Le vaisseau de l'enfer (La nave del infierno)                      |                          | T17, Francia: 1974      | 2015                     |
| Raid sur la corne d'or (Ataque en el cuerno de oro)                |                          | T18, Francia: 1979      | 2016                     |
| L'île des vaisseaux perdus (La isla de los barcos perdidos)        |                          | T19, Francia: 1980      | 2016                     |
| Le jeune capitaine (El joven capitán)                              |                          | T20, Francia: 1981      | 2013                     |
| Les disparus du Faucon Noir (Los desaparecidos del Halcón Negro)   |                          | T21, Francia: 1982      | 2017                     |
| Trafi quants de bois d'ébène (Traficantes de ébano)                |                          | T22, Francia: 1983      | 2016                     |
| L'or maudit de Huacapac (El oro maldito de Huacapac)               |                          | T23, Francia: 1984      | 2017                     |
| La cité de la mort (La ciudad de la muerte)                        |                          | T24, Francia: 1987      | 2017                     |
| Les revoltés de la Jamaïque (Los rebeldes de la isla de Jamaica)   |                          | T25, Francia: 1987      | 2016                     |
| Pirates en mer des Indes (Piratas en el mar de Las Índias)         |                          | T26, Francia: 1991      | 2017                     |
| La fiancée du Grand Moghol (La prometida del Gran Mogol)           |                          | T27, Francia: 1992      | 2017                     |
| La flibustière du Sans Pitié (La filibustera del Sin Piedad)       |                          | T28, Francia: 1994      | 2017                     |
| A nous la tortue (La Tortuga es nuestra)                           |                          | T29, Francia: 1995      | 2018                     |
| L'or et la gloire (El oro y la gloria)                             |                          | T30, Francia: 1996      | 2018                     |
| La guerre des pirates (La guerra de los piratas)                   |                          | T31, Francia: 1997      | 2018                     |
| L'ombre du démon (La sombra del demonio)                           |                          | T32, Francia: 1999      | 2018                     |
| Le chemin de l'Inca (El camino del inca)                           |                          | T33, Francia: 2000      | 2018                     |
| Le secret d'Elisa Davis - 1 - (El secreto de Elisa Davis 1º parte) |                          | T34, Francia: 2001      | 2019                     |
| Le secret d'Elisa Davis - 2 - (El secreto de Elisa Davis 1º parte) |                          | T35, Francia: 2004      | 2019                     |

## Edición integral (Ponent Mon)
- Volumen 1. El demonio del Caribe (2013). El demonio del Caribe y El rey de los siete mares

- Volumen 2. El capitán sin nombre (2013). El capitán sin nombre, Jaque al rey y El hijo de Barbarroja

- Volumen 3. El barco fantasma (2014). El barco fantasma, La isla del hombre muerto y La trampa de los españoles

- Volumen 4. El fin del Halcón Negro (2014). El fin del Halcón Negro, Vivo o muerto y El tesoro de Barbarroja

- Volumen 5. El pirata sin rostro (2015). La misión secreta del Gavilán, Barbarroja al rescate, El pirata sin rostro y El oro del San Cristóbal

- Volumen 6. La cautiva (2015). Sus a los berberiscos, La cautiva, La nave del infierno y  Cobra

- Volumen 7. Jaque a los negreros (2016). Traficantes de ébano y Los rebeldes de la isla de Jamaica

- Volumen 8. La isla de los barcos perdidos (2016). Ataque en el cuerno de oro y La isla de los barcos perdidos

- Volumen 9. El emperador de la máscara de oro (2017). Los desaparecidos del Halcón Negro, El oro maldito de Huacapac y La ciudad de la muerte

- Volumen 10. Piratas en el mar de Las Índias (2017). Piratas en el mar de Las Índias, La prometida del Gran Mogol y La filibustera del Sin Piedad

- Volumen 11. El oro y la gloria (2018). La Tortuga es nuestra, El oro y la gloria y La guerra de los piratas

- Volumen 12. La sombra del demonio (2018). La sombra del demonio y El camino del inca

- Volumen 13. El secreto de Elisa Davis (2019). El secreto de Elisa Davis (1º y 2º parte)

## Serie animada
En 1997 se creó la serie animada Barba Roja, realizada por TF1 de Francia y RAI de Italia. Consistía en 26 episodios de 24 minutos y también fue emitida en Inglaterra con el nombre de Captain Red Beard, Noruega como Kaptein Rødskjegg, Italia como Barbarossa, España como Barbarroja y Grecia como Κοκκινογένης Πειρατής. El guion fue escrito por Jean Cubaud, y las animaciones fueron de Pasquale Moreau y Thibault Deschamps de PRH Création Images. En 2005 se puso a la venta un DVD con 5 episodios de la serie Barbarroja en Francia, con el nombre de Barbe-Rouge.

## Parodia
La popular banda de piratas de la serie humorística de cómics "Astérix el galo", creada por Albert Uderzo y René Goscinny, que siempre resulta perjudicada por los galos, directa o indirectamente, es una parodia de la banda de esta serie. "Barbarroja" se publicó serializada en la revista "Pilote", que habían puesto en marcha los propios Goscinny y Uderzo, y estos decidieron parodiarla cariñosamente, convirtiendo las heroícas hazañas mostradas en la serie en continuos fracasos. A pesar de la finalización de "Barbarroja" y la desaparición de "Pilote", la banda de Barbarroja y su sempiterna derrota se convirtió en un recurso humorístico recurrente en la serie de Astérix y su aparición se hizo fija en todos los álbumes, manteniéndose hasta hoy.